# Santa Bárbara de Pinto
Santa Bárbara de Pinto, ou plus simplement Pinto, est une municipalité située dans le département de Magdalena en Colombie.